# 冊授
冊授（さくじゅ）とは、中国・唐代の前半期に行われた官吏任用の制度および任用官をいう。
冊礼を実施し、冊書を用いて官を授けることを、冊授と呼んだ。また、その官のことも冊授と称した。
『通典』の記述によれば、冊授の対象範囲は、宗室の諸王、職事官の正三品以上、あるいは、散官の二品以上であった、とする。そうして、それ以外の、制授・奏授官とは区別していた。但し、その任用には、告身には制授告身が用いられ、その他に冊礼が実施された、とする。
一方、『大唐開元礼』の「嘉礼」によれば、冊礼の式次第が記されており、臨軒冊命、朝堂冊命、遣使冊授等に区分されて、各官名を記している。
その実施期間は、唐初期に限られており、開元年間（713年 - 741年）以降は、殆ど実施されなくなった。